# دهستان ویرو-نیگولا
دهستان هادمسته (به لاتین: Viru-Nigula Parish) یک دهستان در استونی است که در شهرستان لنه-ویرو واقع شده‌است. این دهستان در سال ۲۰۱۱ میلادی ۱۲۹۳ نفر جمعیت و ۳۱۲ کیلومتر مربع (۱۲۰ مایل مربع) مساحت داشته‌است.

## نگارخانه

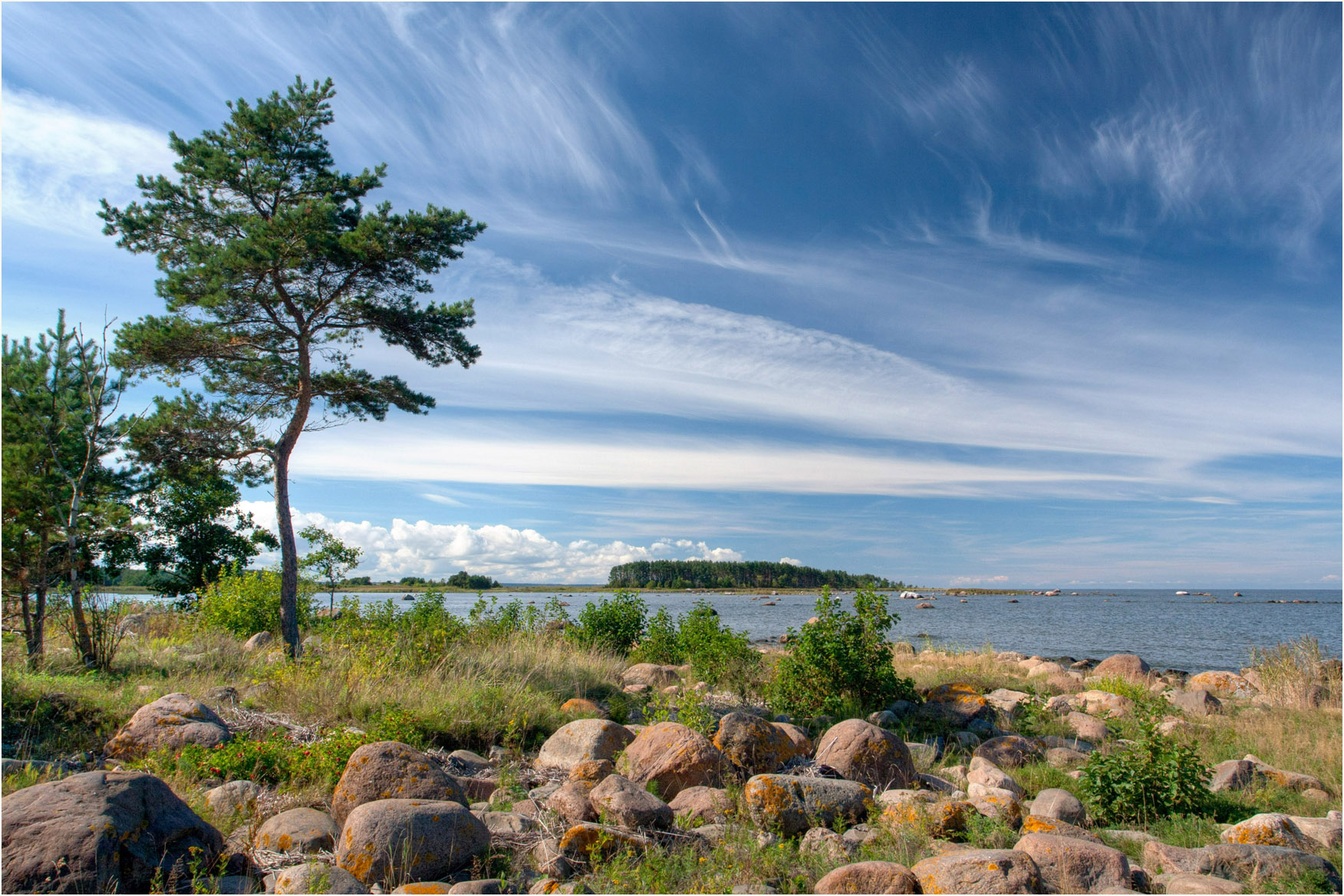
Letipea coast
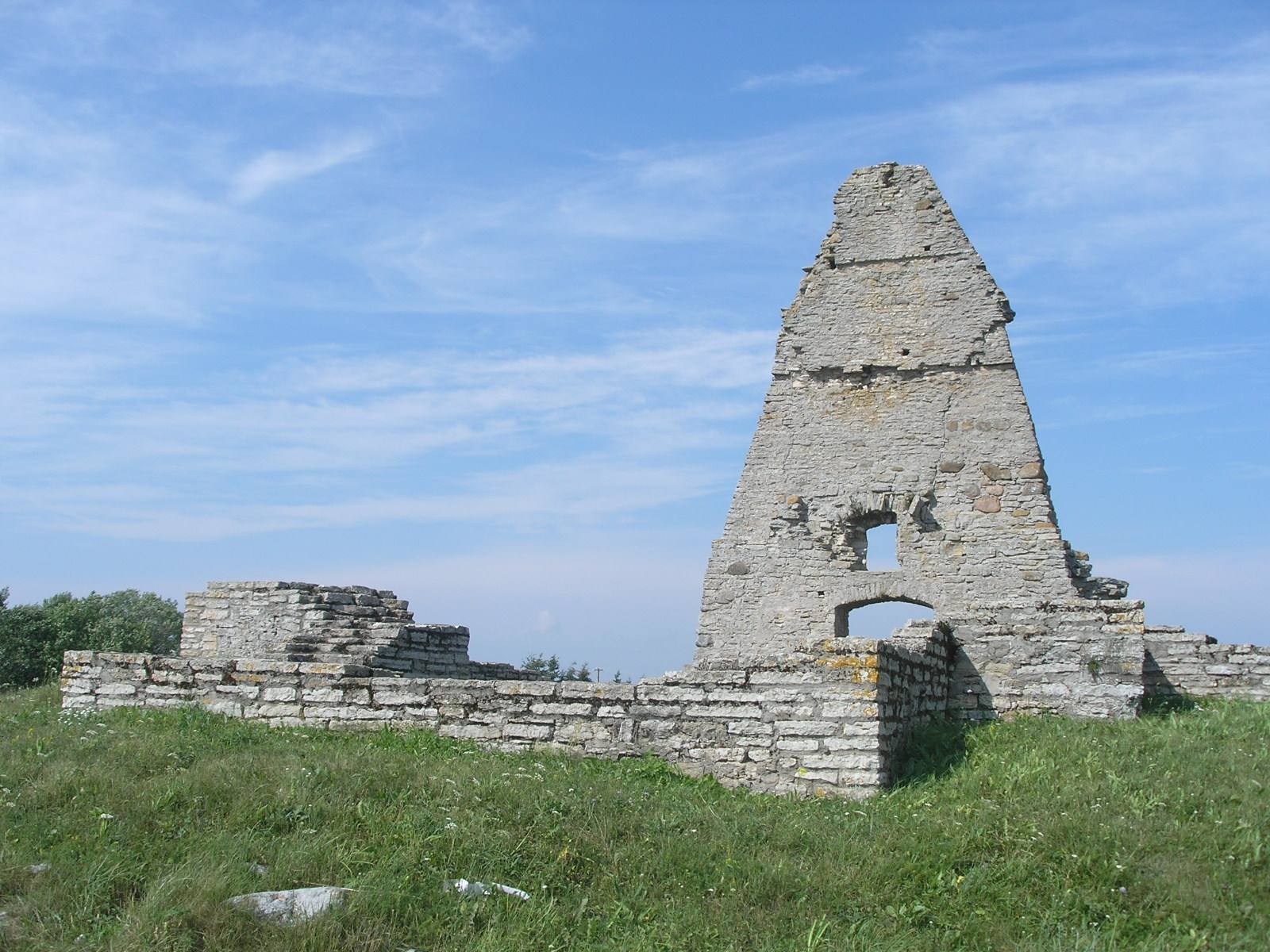
Maarja Chapel ruins
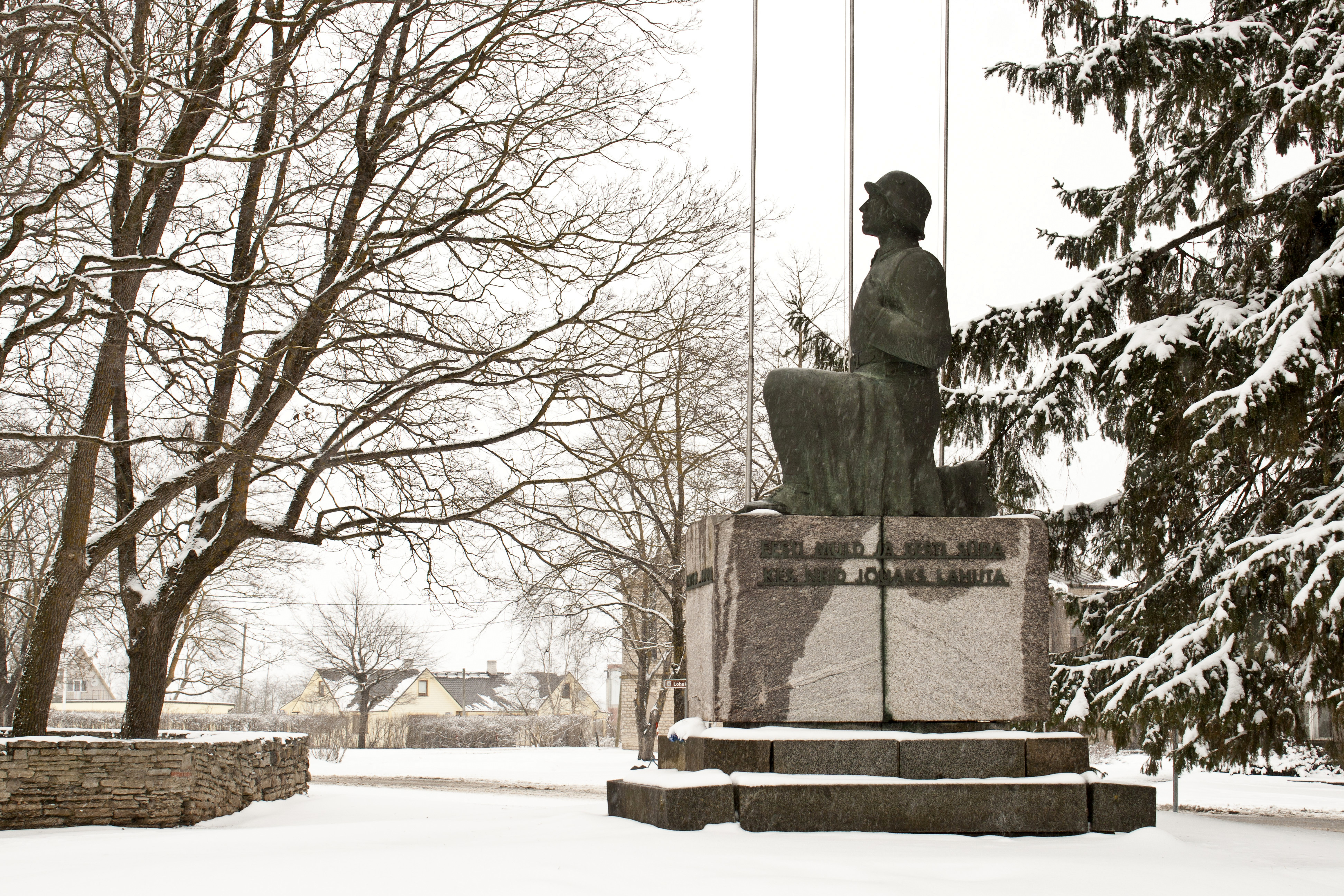
یادبود جنگ استقلال استونی
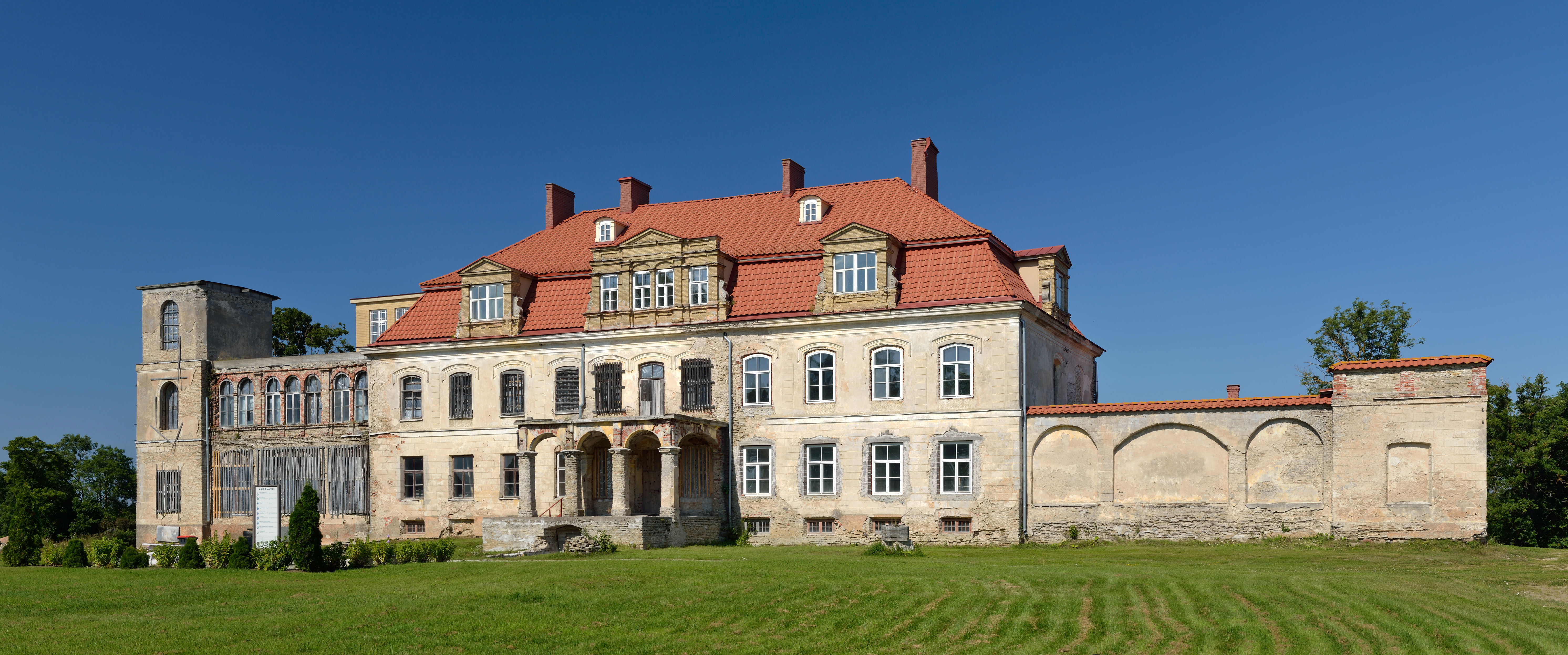
Malla manor
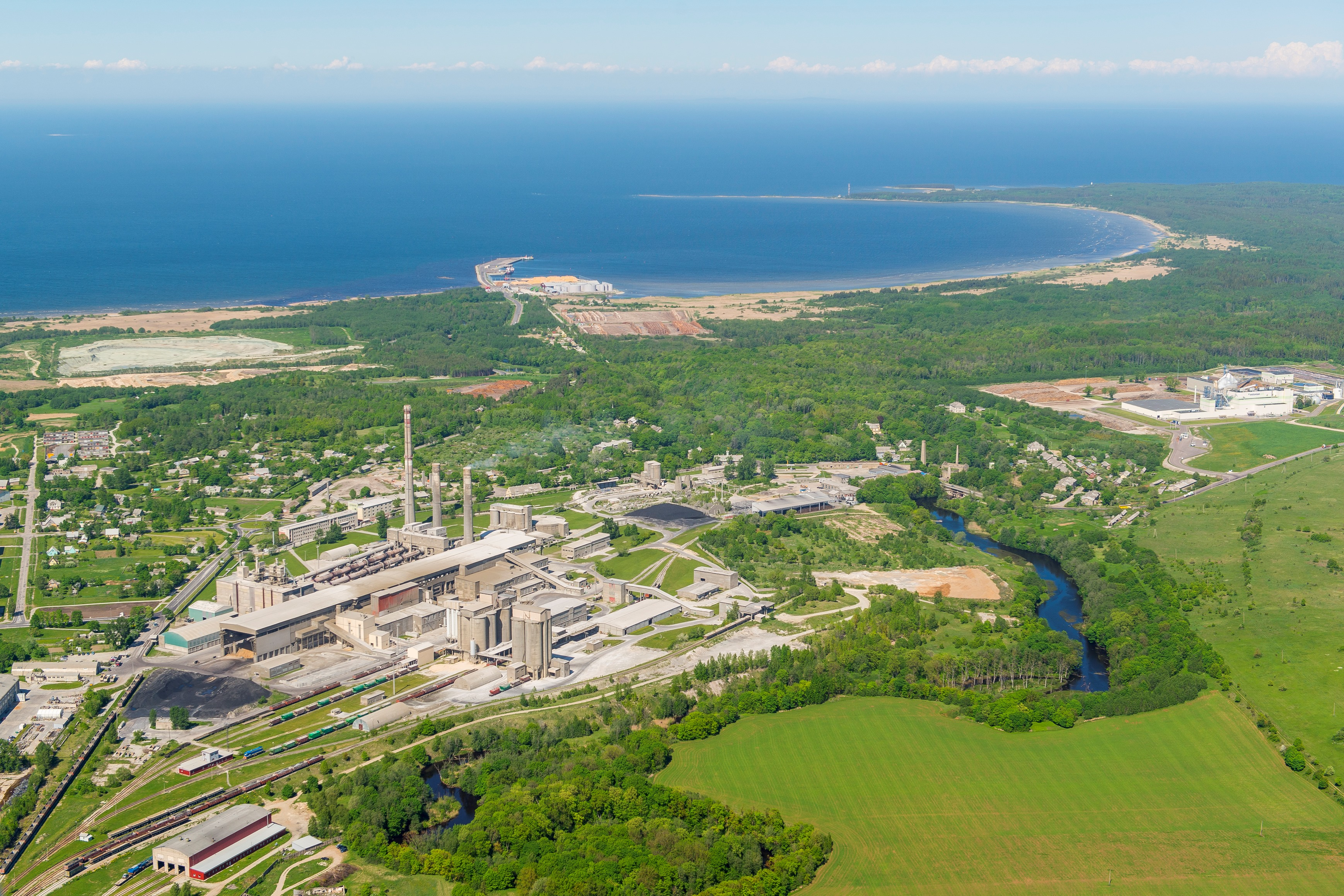
Kunda Nordic Cement factory and Kunda Bay
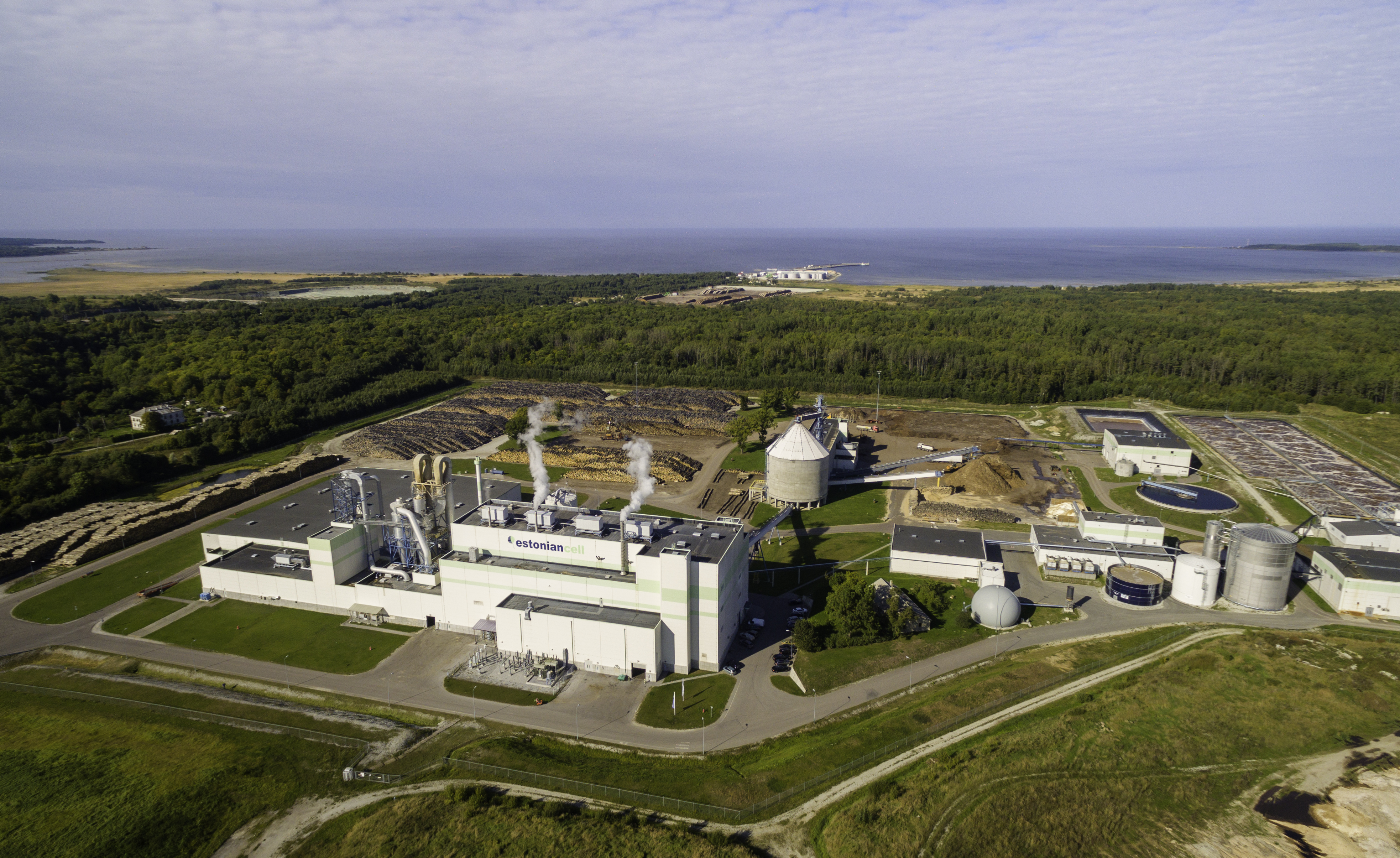
Estonian Cell production buildings
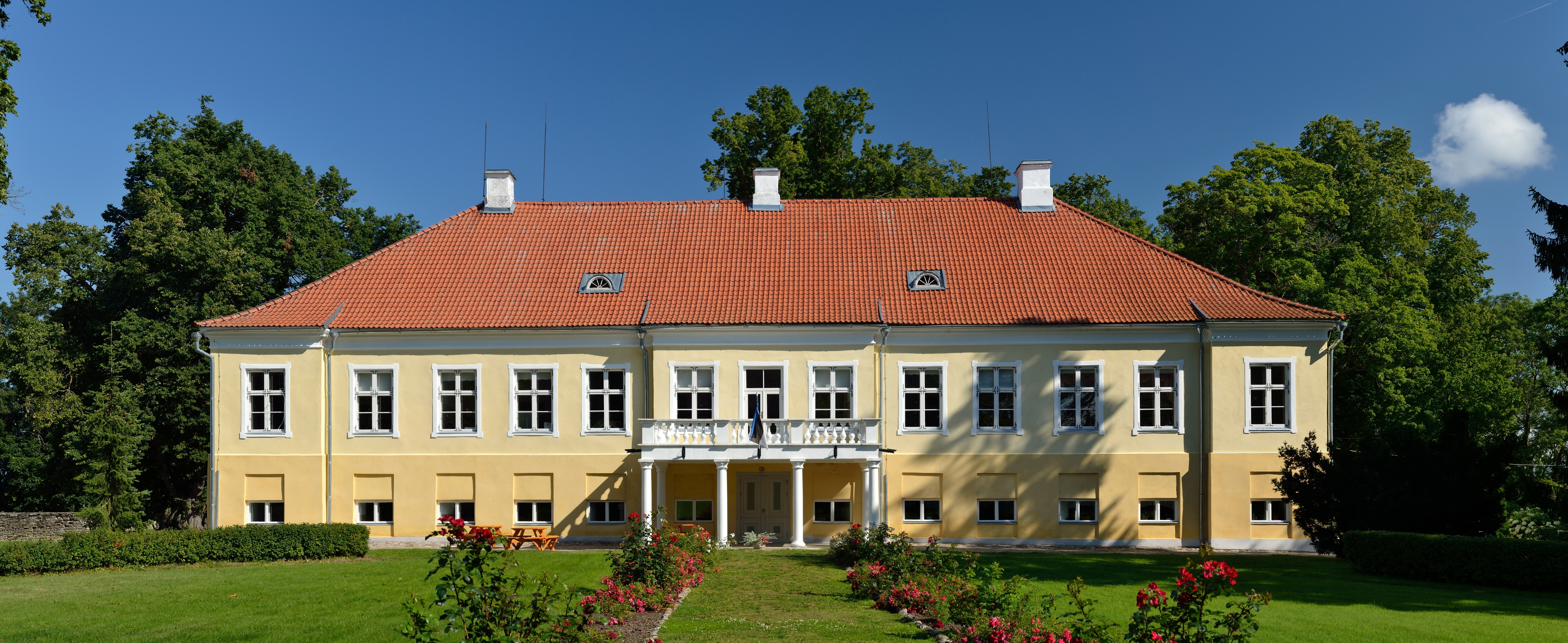
Vasta manor